# Egon Eis
Egon Eis (geboren als Egon Eisler 6. Oktober 1910 in Wien, Österreich-Ungarn; gestorben 6. September 1994 in München) war ein österreichischer Autor von Kriminalromanen, Filmdrehbüchern und Bühnenstücken, der oftmals die Pseudonyme Trygve Larsen (speziell in den Edgar-Wallace-Filmen), Edgar Eis oder Albert Tanner benutzte.

## Leben
Egon Eisler war ein Sohn des Bauunternehmers Armin Eisler und der Szerene Horowitz. Er besuchte in Wien das Wasagymnasium und ging danach nach Berlin. Er schrieb, oft in Zusammenarbeit mit seinem sieben Jahre älteren Bruder Otto, mehrere Kriminalromane (Die letzte Frau von London, 1931). Schon zu dieser Zeit war Eis auch an Filmdrehbüchern beteiligt.
Nach der Machtergreifung der Nationalsozialisten in Deutschland 1933 begab sich Eis wegen seiner jüdischen Abstammung nach Wien zurück, wo er vorwiegend Theaterstücke verfasste wie Der lächerliche Sir Anthony und Gefängnis ohne Gitter. Sein bekanntestes Werk Wasser für Canitoga wurde in 56 Städten Europas und Lateinamerikas aufgeführt. Nach dem Anschluss Österreichs emigrierte er nach Frankreich, 1940 ging er nach Marokko, 1941 nach Kuba und 1942 nach Mexiko. Dort lieferte er Drehbücher für mehrere Filme.
Seit 1953 lebte Eis wieder in Deutschland, wo er zunächst wenig bekannt blieb. Sein Bühnenstück Der Gipfel wurde 1957 von Heinz Hilpert am Deutschen Theater Göttingen uraufgeführt. Als die Rialto Film 1959 daranging, die Romane von Edgar Wallace zu verfilmen, wurde Eis auf Vorschlag von Franz Marischka mit der Adaption beauftragt, da er bereits 1931 bei der ersten Verfilmung von Der Zinker mitgewirkt hatte. Sein erstes Wallace-Drehbuch zum Film Der Frosch mit der Maske hielt sich einerseits eng an die Vorlage, versetzte aber andererseits die Handlung in die damalige Gegenwart. Eis zog sich von der Mitarbeit an den Edgar-Wallace-Filmen zurück, als sein Drehbuch für Das indische Tuch abgelehnt wurde und man immer mehr dazu überging, „nach Motiven von Edgar Wallace“ zu drehen.

## Filmografie
- 1930: Der Greifer
- 1930: Der Schuß im Tonfilmatelier
- 1930: Der Tiger
- 1931: L’Uomo dall’artiglio (Vorlage)
- 1931: Die Pranke
- 1931: Salto Mortale
- 1931: Der Zinker
- 1931: Tropennächte (Dialoge)
- 1931: D-Zug 13 hat Verspätung
- 1931: Das gelbe Haus des King-Fu
- 1931: Täter gesucht
- 1931: La Maison jaune de Rio
- 1932: Teilnehmer antwortet nicht
- 1932: Schuß im Morgengrauen
- 1938: Prison sans barreaux (Vorlage, als Edgar Eis)
- 1939: Prison Without Bars
- 1939: Wasser für Canitoga
- 1947: Embrujo antillano
- 1948: La Casa de la Troya
- 1948: Algo flota sobre el agua
- 1949: Der verlassene Hof (El rencor de la tierra)
- 1949: La Dama del velo
- 1950: Yo quiero ser tonta
- 1950: Huellas del pasado
- 1951: Canasta uruguaya
- 1951: Die Frau ohne Tränen (La mujer sin lágrimas)
- 1951: Muchachas de uniforme
- 1951: Doña Clarines
- 1951: El Puerto de los siete vicios
- 1952: Prisionera del recuerdo (Bearbeitung)
- 1952: La Mujer que tu quieres
- 1953: Mujeres que trabajan (Vorlage)
- 1954: Phantom des großen Zeltes
- 1954: Ein Haus voll Liebe
- 1954: Viktoria und ihr Husar
- 1959: Der Frosch mit der Maske (als Trygve Larsen)
- 1960: Der rote Kreis (als Trygve Larsen)
- 1961: Die toten Augen von London (als Trygve Larsen)
- 1961: Das Geheimnis der gelben Narzissen (als Trygve Larsen, ungenannt in deutschsprachiger Version)
- 1962: Das Rätsel der roten Orchidee (Drehbuch, als Trygve Larsen)
- 1962: Das Gasthaus an der Themse (als Trygve Larsen)
- 1962: Er kann’s nicht lassen
- 1963: Die weiße Spinne (als Albert Tanner)
- 1964: Das Wirtshaus von Dartmoor (als Albert Tanner)
- 1975: Zwei Finger einer Hand (TV)
- 1981: Kennwort Schmetterling (TV)
- 1983: Der Fall Sylvester Matuska (Viadukt)
- 1984: Ein Mann namens Parvus (TV)
- 1986: Die Stunde des Léon Bisquet (TV)